# L'Homme truqué (bande dessinée)
Ne doit pas être confondu avec le roman éponyme de Maurice Renard.
L'Homme truqué est une bande dessinée écrite par Serge Lehman et dessinée par Gess. Publiée en 2013, elle adapte le roman éponyme de Maurice Renard en mettant en scène les aventures de Jean Lebris, un soldat de la Première Guerre mondiale ayant acquis une vision surhumaine à la suite d'une expérience médicale.
S'intégrant dans l'univers développé de La Brigade chimérique, cette bande dessinée transpose le personnage créé par Maurice Renard dans un contexte super-héroïque.

## Résumé
En 1918, sur le chemin des dames, le capitaine Jean Lebris est blessé par un shrapnel et perd la vue. Il est recueilli par de mystérieux individus et soigné par un homme masqué.
Un an plus tard, Marie Curie, de retour à l'Institut du radium, reçoit la visite du Nyctalope. Il lui demande son aide pour capturer l'Homme truqué, un individu qui sème la panique au nord de Paris. La nuit venue, elle l'accompagne dans son stratogyre, un engin capable de se déplacer dans les airs. Grâce à des appareils à vision nocturne, les membres du CID, l'organisation du Nyctalope, parviennent à débusquer l'Homme truqué dans la forêt de Montmorency. Malgré le jet d'un brouillard occultant, l'homme neutralise tous les hommes du CID, jusqu'à l'intervention de Marie Curie, qui parvient à le capturer grâce à une torche à radium de son invention. Le CID trouve également sur les lieux l'écrivain Maurice Renard, qui cherchait à découvrir le secret de l'Homme truqué.
À l'Institut, Lebris raconte que le mystérieux chirurgien qui l'a recueilli lui a remplacé ses yeux par un appareil lui permettant de voir l'électricité. Lebris souhaitant informer sa fiancée Fanny Lecuyer de son sort, Maurice Renard lui propose de l'accompagner.
Alors que Jean Lebris se présente devant une Fanny totalement inexpressive, il remarque grâce à sa vision électrique qu'une araignée invisible est accrochée à son cou. Il la suit avec Maurice Renard jusque dans les caves du Grand Palais et découvre que des milliers d'autres araignées construisent un engin.
Maurice Renard fait tout de suite le rapprochement avec les événements survenus sept ans plus tôt qu'il a raconté dans le roman Le Péril bleu, lorsqu'un vaisseau invisible et ses occupants arachnides, les Sarvants, se sont écrasés dans Paris. Déduisant que certains ont survécu, ils appellent le Nyctalope. Celui intervient alors avec une équipe pour tuer tous les Sarvants. Ces derniers sortent au grand jour en brisant le toit du Grand Palais, mais sont aussitôt vaincu par la Brigade chimérique.
Jean Lebris retrouve Fanny et tue le Sarvant accroché à son cou. La jeune femme retrouve ses esprits et, terrifiée par l'image de son ancien fiancé, prend la fuite.

## Analyse de l'album
La bande dessinée est conçue comme une préquelle de La Brigade chimérique. Les membres de la brigade y font d'ailleurs une apparition en fin de récit, renforçant ainsi la filiation envers l'univers de la série. Ainsi, à travers ce nouvel album, Serge Lehman continue d'explorer la thématique du super-héros à l'européenne.
Poursuivant la même méthode que celle engagée avec La Brigade chimérique, Serge Lehman donne à son récit un rythme soutenu, sur le modèle feuilletonesque des parutions du début du XXe siècle. Cet hommage à une littérature populaire est renforcé par le trait semi-réaliste de Gess qui confère à l'album une forte identité visuelle, notamment avec l'utilisation d'un design technologique rétro-futuriste.
Outre ses qualités narratives et graphiques, l'album rend hommage à toute une littérature liée au merveilleux-scientifique grâce aux nombreuses allusions qui enrichissent le récit. Tout d'abord, l'intrigue de la bande dessinée est une libre adaptation de deux récits de Maurice Renard : L'Homme truqué (1921) et Le Péril bleu (1911). Ce second roman est évoqué afin de permettre à Serge Lehman de développer certaines hypothèses brièvement formulées par Maurice Renard dans le récit original de L'Homme truqué. En effet, celui-ci s'interroge sur les mystères qui pourraient avoir été révélé à Jean Lebris grâce à sa vision surhumaine, à propos d'une possible existence d'un peuple invisible, qui deviennent les Sarvants, la race arachnide invisible du roman Le Péril bleu. L'écrivain intervient d'ailleurs en tant que personnage secondaire dans la bande dessinée, pour offrir son concours concernant l'histoire des Sarvants. Sa conversation avec son confrère Rosny Aîné, l'affiche du film Les Vampires de Louis Feuillade, l'auteur américain de pulps assistant à la destruction du toit du Grand Palais, sont autant de références destinées à étoffer l'univers littéraire.
Serge Lehman distingue néanmoins son récit de quelques points avec le roman original. Tout d'abord, il change l'appareillage de vision de Jean Lebris, qui ne sont plus de simples globes oculaires perfectionnés, mais une imposante visière afin de démarquer le jeune homme du reste de la population. Et surtout, la conclusion de l'histoire est plus optimiste que la fin originale, puisqu'il est expliqué que Maurice Renard aurait menti pour protéger l'existence du vrai Jean Lebris.

## Œuvres reliées à l'univers deL'Homme truqué
Scénario de Serge Lehman.
- La Brigade chimérique, dessin de Gess (L'Atalante, 2009-2010)
- Masqué, dessin de Stéphane Crépy (Delcourt, 2012-2013)
- Metropolis, dessin de De Caneva (Delcourt, 2014-2017)
- L'Œil de la Nuit, dessin de Gess (Delcourt, 2015-2016)
- La Brigade chimérique - Ultime Renaissance, dessin de De Caneva (Delcourt, 2022)